# 孔基斯塔德拉谢拉
孔基斯塔德拉谢拉，是西班牙埃斯特雷马杜拉卡塞雷斯省的一个市镇。总面积42平方公里，总人口204人（2001年），人口密度5人/平方公里。